# Jan Janák (skladatel)
Jan Janák, křtěný Jan František (5. května 1871 Rakovník – 10. září 1942 Klatovy) byl český skladatel a sbormistr.

## Život
Narodil se v rodině Františka Janáka (1821–1889), varhaníka a ředitele kůru v rakovnickém kostele sv. Bartoloměje. Otec sám byl hudebním skladatelem. Z jeho díla se dochovalo několik chrámových skladeb a opera Oldřich a Božena.
Vystudoval reálku v Rakovníku a poté studoval v Praze architekturu. Studium však nedokončil a přešel na varhanní oddělení Pražské konzervatoře. Hru na varhany studoval u Josefa Kličky a ve skladbě byl jeho učitelem Antonín Dvořák. V době studií působil také jako varhaník v křížovnickém kostele sv. Františka z Assisi na Starém Městě pod vedením Mořice Angera.
Konzervatoř absolvoval v roce 1895 a získal místo ředitele kůru chorvatském Splitu. V roce 1898 se vrátil do Čech jako varhaník a ředitel kůru v kostele Narození Panny Marie v Klatovech. Stal se významný organizátorem hudebního života v západních Čechách. Převzal řízení pěveckého sboru Šumavan a Klatovského orchestrálního sdružení. S těmito tělesy, kromě běžných světských sborových skladeb, nastudoval i rozměrná chrámová díla a dokonce i opery. Byl členem Plzeňské pěvecké župy a často řídil i její sbor. Kromě hudby byl činný i literárně. Pro monografii o Klatovech napsal stať: Hudební život v Klatovech.
Janákovým pravnukem je Miloslav Heřmánek, jevištní výtvarník a v současné době vedoucí umělecko-technického provozu Laterny magiky.

## Dílo
Napsal více než 100 skladeb. Těžištěm jeho díla je sborová tvorba a chrámová hudba.

### Sbory (výběr)
Mužské
- Chorál
- Prstýnek
- Co bývalo, není
- Klekání

Ženské
- Starosvětské písničky
- Jarní
- Heslo pražských učitelek

Smíšené
- To krásné bylo

### Chrámové skladby
- Requiem
- Tantum ergo
- Ave Maria